# Mairisaari
Mairisaari är en ö i Finland. Den ligger i vattendraget Kitinen och i kommunen Pelkosenniemi i  Östra Lapplands ekonomiska region och landskapet Lappland, i den norra delen av landet, 800 km norr om huvudstaden Helsingfors. Öns area är 1,7 kvadratkilometer och dess största längd är 2,8 kilometer i nord-sydlig riktning.